# Beat Beleza
Beat Beleza é o segundo da artista musical brasileira Ivete Sangalo, lançado em 12 de dezembro de 2000 pela editora discográfica Universal Music. O álbum conta com 14 faixas, das quais onze são escritas por outros compositores, como os cantores Chico Buarque e Djavan, além de uma gama de novos compositores, após o lançamento de seu auto-intitulado álbum de estreia, cujo terceiro single "Se Eu Não Te Amasse Tanto Assim", composta por Herbert Vianna e Paulo Sérgio Valle, tornou-se um grande sucesso em todo  o Brasil, sendo a música mais executada no país no ano 2000, com isso, Ivete decidiu continuar a contar com a composição de Viana para seu segundo álbum, que assina a autoria de "A Lua Q Eu T Dei", Ivete assina a autoria apenas de "Meu Abraço", sendo a única de co-autoria da própria cantora. Para as gravações do projeto, Ivete entrou em estúdio em julho de 2000 na Ilha dos Sapos, em Salvador, Bahia e tendo encerrado as gravações no mês seguinte, em agosto do mesmo ano. Para Beat Beleza, Ivete decidiu renovar a produção de suas canções, que passaram a serem assinadas por Alexandre Lins, que tornou-se seu produtor de longa data, em suas obras posteriores a essa. Musicalmente o álbum apresenta interpolações de uma variedade de gêneros como o samba-reggae, salsa, pagode baiano, além da tradicional axé music, seu gênero de assinatura.
De Beat Beleza, foram extraídos quatro singles para sua divulgação. O primeiro, "Pererê", foi liberada com intuito de ser sua canção de trabalho no Carnaval de 2001. O segundo, "A Lua Q Eu Te Dei", que tornou-se a faixa de maior sucesso do projeto, ganhando grande destaque após ser incluída na trilha sonora da novela Porto dos Milagres, da Rede Globo, seguido por "Bug, Bug, Bye, Bye" e "Empurra-Empurra", que encerram a divulgação do projeto.
Beat Beleza recebeu críticas positivas por parte dos críticos musicais, que louvaram o ato da artista em renovar sua musicalidade, ao apostar em diversos gêneros musicais, alguns consideraram que o álbum não acrescentava nada de novo ao seu trabalho. Comercialmente, O álbum tornou-se um sucesso mediano, conseguindo duas certificações de ouro pela Associação Brasileira dos Produtores de Discos (ABPD) pelas mais de 100 mil unidades vendidas. Além de ter sido indicado ao Grammy Latino na categoria "Melhor Álbum de Pop Contemporâneo Brasileiro", não obtendo vitória. Para divulgar o projeto, a cantora se apresentou em vários programas de televisão e iniciou a digressão Turnê Beat Beleza (2001–02).

## Antecedentes e produção
Após o sucesso do primeiro álbum solo, Ivete Sangalo (1999), que extraiu os sucessos "Canibal" e "Se Eu Não Te Amasse Tanto Assim", com a última se tornando a canção mais tocada em 2000, além de ter sido indicado ao Grammy Latino de 2000, na categoria "Melhor Álbum de Pop Contemporâneo Brasileiro", Para realizar as gravações do projeto, Sangalo entrou em estúdio em julho de 2000 na Ilha dos Sapos, em Salvador, Bahia e Cia. dos Técnicos, no Rio de Janeiro, sendo mixado também neste último. Tendo encerrado as gravações no mês seguinte, em agosto do mesmo ano. Para Beat Beleza, Sangalo decidiu renovar a produção de suas canções, que passaram a serem assinadas por Alexandre Lins, que tornou-se seu produtor de longa data, em suas obras posteriores a essa. Na capa de Beat Beleza, podem ser observados a cantora trajando brincos argolas descomunais de aro, camiseta branca, no encarte apresenta fotos de Sangalo com calça jeans, ou mesmo camiseta preta cheia de tachas, formando o desenho de uma águia; para ampliar um pouco esta leitura, podemos observar em seu braço esquerdo uma pulseira prateada amarrada, em que se prende um grande crucifixo.

## Estilo e canções
A música de abertura é "Me Deixe em Paz", uma versão em português para a canção "Can You Read My Mind", do cantor estadunidense Brian McKnight. Escrita escrita pela cantora juntamente com Dudu Falcão, é uma faixa com toques de R&B. A canção seguinte, "Tanta Saudade" influenciada pela salsa, composta por Djavan e Chico Buarque. Originalmente por Djavan para a trilha sonora do filme Para Viver um Grande Amor (1983), protagonizado pelo próprio cantor. "Pererê" de Augusto Conceição, um frevo com levada da Timbalada. A terceira canção presente no disco, "Rosa Roseira", é uma canção influenciada pelo maracatu, que foi considerada uma homenagem à Elba Ramalho.
"Bug Bug Bye Bye" traz elementos de reggae. Ao acentuado som de piano, Sangalo interpreta "A Lua Q Eu Te Dei", uma balada de pop, composta por Herbert Vianna — mais uma contribuição do autor depois do sucesso de "Se Eu Não Te Amasse Tanto Assim" — registrada no primeiro álbum solo, Ivete Sangalo. Em "Balanço Black" de Cassiano André, o vocal pesado e rouco da cantora contrasta com a subtileza de Gil no descontraído samba-rock. A oitava faixa "Postal", um R&B, escrito pelo do cantor de soul brasileiro Cassiano. Sendo anteriormente planejada para entrar em seu primeiro álbum, mas que ficou de fora. A versão da canção traz elementos de jazz, com um arranjo que arrola vibrafone e baixo acústico. A próxima faixa, "Beat Beleza", é uma canção influenciada pelo merengue. Enquanto "Vira-Vira" é um pagode baiano, "Quer Que Eu Vá" é uma canção influenciada pelo pop e o reggae. Enquanto "Meu Abraço", é um bossa-soul de autoria da própria interprete com Marquinho de Carvalho, que também fala de lua. "Romance Muito Louco" é uma balada escrita por Jamoliva, Joccylee e Silvio Almeida. A última faixa, "Empurra-Empurra", encerra o álbum, com Sangalo cantando um axé de autoria de Gilson Babilônia e Rubem Tavares. Nesta canção, a cantora inicia brincando com o sotaque carioca, iniciando com "dá licença, dá licença".

## Recepção
| Críticas profissionais | Críticas profissionais |
| Avaliações da crítica  | Avaliações da crítica  |
| Fonte                  | Avaliação              |
| ---------------------- | ---------------------- |
| Allmusic               | [ 9 ]                  |
| CliqueMusic            | [ 5 ]                  |

Beat Beleza recebeu críticas mistas da maioria dos críticos. O site Allmusic deu ao álbum 2.5 de 5 estrelas, enquanto Silvio Essinger do CliqueMusic deu apenas 1 de 5 estrelas. Silvio começou a avaliação dizendo que, "Assim como Daniela Mercury fez no disco 'Sol da Liberdade', Ivete foi à procura de saídas para o esgotamento do axé, ao mesmo tempo em que continua a acenar para os eternos foliões de um carnaval sem época," afirmando que em Beat Beleza, "ela atira em várias direções." Silvio disse que o dueto com Gilberto Gil, "é funk-axé com nada demais", mas apreciou as faixas "Postal" e "Meu Abraço", dizendo que na primeira, "a cantora surpreende, com toda a interpretação cool que lhe é possível," e a segunda, "é uma boa balada, outro momento de classe, quase Marisa Monte, mas afirma que em "A Lua Q Eu Te Dei", "A a suavidade permanece, mas sem grande surpresa vocal," chamando-a de "a faixa mais óbvia do disco." Comercialmente o álbum também obteve uma recepção mista, conseguindo duas certificações de ouro pela Pro-Música Brasil (PMB) pelas mais de 200 mil unidades do produto comercializadas. Até 2012, Beat Beleza já havia vendido mais de 240 mil cópias.
Beat Beleza recebeu uma indicação ao Grammy Latino na categoria "Melhor Álbum de Pop Contemporâneo Brasileiro", sendo o segundo álbum consecutivo da cantora a ser indicado na mesma categoria, mas perdeu para Memórias, Crônicas e Declarações de Amor de Marisa Monte.

## Promoção
Para promover Beat Beleza, Ivete compareceu a diversos programas de televisão, como Altas Horas, Xuxa Park, Planeta Xuxa, Caldeirão do Huck, Domingo Legal, Sem Censura, Gabi, Superpop, e Melhores do Ano de 2000. Ivete percorreu o Brasil com a Turnê Beat Beleza, entre 2001 e 2002, iniciando-se em Salvador, assim como todas as digressões de Ivete desde a Banda Eva, sendo uma tradição carregada por ela. O repertório consistia em faixas do primeiro e segundo álbuns da cantora, incluindo também as versões de "Sá Marina", de Wilson Simonal, e "Postal", de Cassiano Em sua apresentação no Festival de Verão de Salvador, 50 mil pessoas compareceram, sendo um dos maiores públicos do evento. Durante a turnê Ivete teve problemas judiciais com o cantor Ricardo Chaves, uma vez que ela havia comprado o bloco de Carnaval Coruja, no qual estava com contrato com o cantor durante o Carnaval de 2001, tendo que ceder três dias dos cinco para ele por conta disso. Em 29 de agosto de 2001, durante um show, Ivete recebeu a notícia que sua mãe havia falecido em consequência de uma parada cardíaca, o que fez com que a cantora cancelasse alguns shows da turnê para poder se recuperar do acontecido. Uma das datas incluiu um show privado realizado para a Força Aérea Brasileira, em dezembro de 2001.
"Pererê", foi lançada como primeiro single oficial do álbum, em 7 de dezembro de 2000, com intuito de ser sua canção de trabalho no Carnaval de 2001. A canção não foi tão bem nas rádios, alcançando apenas a posição de número 44. Devido a isso, não foi feito um videoclipe para a canção. O segundo single da obra, "A Lua Q Eu Te Dei", foi lançado 20 de março de 2001. O videoclipe acompanhante para a faixa foi dirigido por Caio Abreia, Chico Abreia e Manitou Felipe,e spresenta Sangalo no centro de uma caixa, mas as cenas dela são complementadas por planos de vários casais, entre eles um casal homossexual, um tatuado e uma patricinha, um casal inter-racial e até mesmo um casal de idosos. A canção fez mais sucesso que "Pererê", alcançando a posição de número 13, em maio. Tornando-se a faixa de maior sucesso do projeto, ganhando grande destaque após ser incluída na trilha sonora da novela Porto dos Milagres da Rede Globo. O terceiro single do álbum, "Bug, Bug, Bye, Bye", foi lançado em 3 de agosto, e alcançou a posição de número 41, no mês seguinte, se tornando mais bem-sucedida que "Pererê". Em 28 de setembro, "Empurra-Empurra" foi liberado como quarto e último single de Beat Beleza, obtendo uma fraca rotação nas rádios, por essa razão levou Sangalo e a Universal a não produzirem um videoclipe para esta.

## Faixas
| N.º            | Título                                               | Compositor(es)                                                      | Duração |  |
| 1.             | "Me Deixa em Paz"                                    | Brian McKnight Brandon Barnes Jeff Lorber Dudu Falcão Ivete Sangalo | 4:20    |  |
| 2.             | "Tanta Saudade"                                      | Chico Buarque Djavan                                                | 3:53    |  |
| 3.             | "Pererê" (Citação musical: Saci)                     | Augusto Conceição Chiclete Guto Graça Mello                         | 3:18    |  |
| 4.             | "Rosa Roseira"                                       | Alain Tavares Gilson Babilônia                                      | 3:20    |  |
| 5.             | "Bug, Bug, Bye, Bye"                                 | Chiclete Conceição Rayala                                           | 4:07    |  |
| 6.             | "A Lua Q Eu T Dei"                                   | Herbert Vianna                                                      | 3:31    |  |
| 7.             | "Balanço Black" (com a participação de Gilberto Gil) | André Fanzine Cassiano Chiclete                                     | 3:57    |  |
| 8.             | "Postal"                                             | Cassiano                                                            | 4:43    |  |
| 9.             | "Beat Beleza"                                        | Bogham Costa Rubem Tavares                                          | 3:59    |  |
| 10.            | "Vira, Vira"                                         | Gal Sales Paulo Jorge Pierre Onasis Roberto Ramos                   | 3:42    |  |
| 11.            | "Quer Que Eu Vá"                                     | João Paulo Juliana Montal Leo Bitt Bitt                             | 3:49    |  |
| 12.            | "Meu Abraço"                                         | Marquinhos Carvalho Sangalo                                         | 3:55    |  |
| 13.            | "Romance Muito Louco"                                | Jamoliva Joccylee Silvio Almeida                                    | 3:50    |  |
| 14.            | "Empurra-Empurra"                                    | Babilônia Tavares                                                   | 2:59    |  |
| Duração total: | Duração total:                                       | Duração total:                                                      | 53:33   |  |

## Vendas e certificações
| Região                                              | Certificação | Vendas  |
| --------------------------------------------------- | ------------ | ------- |
| Brasil (Pro-Música Brasil)                          | 2× Ouro      | 240,000 |
| *números de vendas baseados somente na certificação |              |         |